# Magyar országos rekordok listája 100 méteres mellúszásban
Ez a lista a 100 méteres mellúszásban elért felnőtt magyar csúcsokat tartalmazza.

## 50 méteres medence

### Férfiak
| A férfi 100 méteres mellúszás magyar csúcsai (50 méteres medence) | A férfi 100 méteres mellúszás magyar csúcsai (50 méteres medence) | A férfi 100 méteres mellúszás magyar csúcsai (50 méteres medence) | A férfi 100 méteres mellúszás magyar csúcsai (50 méteres medence) | A férfi 100 méteres mellúszás magyar csúcsai (50 méteres medence) | A férfi 100 méteres mellúszás magyar csúcsai (50 méteres medence) | A férfi 100 méteres mellúszás magyar csúcsai (50 méteres medence) | A férfi 100 méteres mellúszás magyar csúcsai (50 méteres medence) |
| Idő | Név                                                               | Egyesület                                                         | Dátum                                                             | Helyszín                                                          | Esemény                                                           | Megjegyzés                                                        | Forrás                                                            |
| --- | ----------------------------------------------------------------- | ----------------------------------------------------------------- | ----------------------------------------------------------------- | ----------------------------------------------------------------- | ----------------------------------------------------------------- | ----------------------------------------------------------------- | ----------------------------------------------------------------- |
| 1:24,00 | Baronyi András                                                    | MTK                                                               | 1907. 11. 16.                                                     | Bécs, Ausztria                                                    | A Wiener AC versenye                                              |                                                                   | [ 1 ] [ 2 ]                                                       |
| 1:21,40 | Toldi Ödön                                                        | MTK                                                               | 1910. 06. 12.                                                     | Budapest, Magyarország                                            | A MAFC versenye                                                   | 33 m-es medence                                                   | [ 1 ] [ 3 ]                                                       |
| 1:20,40 | Toldi Ödön                                                        | MTK                                                               | 1911. 09. 02.                                                     | Budapest, Magyarország                                            | Az FTC versenye                                                   | 33 m-es medence                                                   | [ 1 ] [ 4 ]                                                       |
| 1:20,00 | Toldi Ödön                                                        | MTK                                                               | 1911. 09. 17.                                                     | Budapest, Magyarország                                            |                                                                   |                                                                   | [ 1 ] [ 5 ]                                                       |
| 1:19,20 | Sipos Márton                                                      | Keszthely                                                         | 1921. 07. 31.                                                     | Újpest, Magyarország                                              | magyar bajnokság                                                  | 100 m-es medence                                                  | [ 1 ] [ 6 ]                                                       |
| 1:18,00 | Sipos Márton                                                      | Keszthely                                                         | 1921. 08. 06.                                                     | Budapest, Magyarország                                            | Az FTC versenye                                                   | rekord kisérlet                                                   | [ 1 ] [ 7 ]                                                       |
| 1:16,80 | Sipos Márton                                                      | MAFC                                                              | 1922. 04. 23.                                                     | Budapest, Magyarország                                            |                                                                   | 25 m, világcsúcs beállítás                                        | [ 1 ] [ 8 ]                                                       |
| 1:16,20 | Sipos Márton                                                      | MAFC                                                              | 1922. 09. 24.                                                     | Budapest, Magyarország                                            |                                                                   | 25 m, világcsúcs                                                  | [ 1 ] [ 9 ]                                                       |
| 1:14,80 | Csik Ferenc                                                       | BEAC                                                              | 1935. 08. 31.                                                     | Varsó, Lengyelország                                              |                                                                   | 50 m-es medence                                                   | [ 1 ] [ 10 ]                                                      |
| 1:14,00 | Csik Ferenc                                                       | BEAC                                                              | 1935. 12. 01.                                                     | Bécs, Ausztria                                                    | A Hakoah versenye                                                 | 33 m-es medence                                                   | [ 1 ] [ 11 ]                                                      |
| 1:11,80 | Csik Ferenc                                                       | BEAC                                                              | 1936. 05. 16.                                                     | Barcelona, Spanyolország                                          |                                                                   | 33 m-es medence                                                   | [ 1 ] [ 12 ]                                                      |
| 1:11,60 | Angyal György                                                     | Újpesti TE                                                        | 1938. 07. 17.                                                     | Budapest, Magyarország                                            |                                                                   |                                                                   | [ 1 ] [ 13 ]                                                      |
| 1:11,00 | Angyal György                                                     | Újpesti TE                                                        | 1938. 08. 15.                                                     | Párizs, Franciaország                                             | francia-magyar viadal                                             |                                                                   | [ 1 ] [ 14 ]                                                      |
| 1:10,20 | Angyal György                                                     | Újpesti TE                                                        | 1938. 09. 03.                                                     | Budapest, Magyarország                                            |                                                                   | 50 m-es medence                                                   | [ 1 ] [ 15 ]                                                      |
| 1:09,60 | Angyal György                                                     | Újpesti TE                                                        | 1939. 08. 12.                                                     | München, Németország                                              |                                                                   | 25 m-es medence                                                   | [ 1 ] [ 16 ]                                                      |
| 1950-ig a mellúszóversenyeken szabályos volt a pillangó tempó is. Ekkor vezette be a Nemzetközi Úszószövetség a pillangóúszást külön versenyszámként. Ezután már csak a mellúszó tempóban elért eredményeket hitelesítik rekordként. |                                                                   |                                                                   |                                                                   |                                                                   |                                                                   |                                                                   |                                                                   |
| 1:14,60 | Utassy Sándor                                                     | Egri Barátság                                                     | 1950. 10. 28.                                                     | Ózd, Magyarország                                                 |                                                                   | 25 m-es medence                                                   | [ 1 ] [ 17 ]                                                      |
| 1:13,50 | Utassy Sándor                                                     | Egri Barátság                                                     | 1953. 12. 11.                                                     | Ózd, Magyarország                                                 |                                                                   | 25 m-es medence                                                   | [ 1 ] [ 18 ]                                                      |
| 1:12,60 | Utassy Sándor                                                     | Egri Barátság                                                     | 1953. 12. 20.                                                     | Budapest, Magyarország                                            | nemzetközi verseny                                                | 33 m-es medence                                                   | [ 1 ] [ 19 ]                                                      |
| 1957. május 1-től csak az 50 méteres medencében elért eredményeket hitelesítik rekordként. |                                                                   |                                                                   |                                                                   |                                                                   |                                                                   |                                                                   |                                                                   |
| 1:15,00 | rekord szintidő                                                   | rekord szintidő                                                   | rekord szintidő                                                   | rekord szintidő                                                   | rekord szintidő                                                   | rekord szintidő                                                   | [ 20 ]                                                            |
| 1:14,80 | Aradi László                                                      | BVSC                                                              | 1958. 06. 01.                                                     | Budapest, Magyarország                                            | válogató verseny                                                  |                                                                   | [ 1 ] [ 21 ]                                                      |
| 1:14,20 | Kunsági György                                                    | Vasas                                                             | 1959. 09. 26.                                                     | Budapest, Magyarország                                            | a BEAC és a MAFC versenye                                         |                                                                   | [ 1 ] [ 22 ]                                                      |
| 1:14,10 | Kunsági György                                                    | Vasas                                                             | 1960. 06. 04.                                                     | Budapest, Magyarország                                            | a Bp. Spartacus versenye                                          |                                                                   | [ 1 ] [ 23 ]                                                      |
| 1:14,10 | Lenkei Ferenc                                                     | BVSC                                                              | 1961. 09. 08.                                                     | Budapest, Magyarország                                            | magyar bajnokság                                                  |                                                                   | [ 24 ]                                                            |
| 1:13,70 | Ulrich András                                                     | Bp. Honvéd                                                        | 1962. 09. 14.                                                     | Budapest, Magyarország                                            | magyar bajnokság                                                  |                                                                   | [ 1 ] [ 25 ]                                                      |
| 1:13,70 | Lenkei Ferenc                                                     | BVSC                                                              | 1963. 08. 10.                                                     | Budapest, Magyarország                                            | magyar-olasz viadal                                               | 200 m mell közben                                                 | [ 26 ]                                                            |
| 1:12,90 | Lenkei Ferenc                                                     | BVSC                                                              | 1963. 09. 20.                                                     | Budapest, Magyarország                                            | magyar bajnokság                                                  |                                                                   | [ 1 ] [ 27 ]                                                      |
| 1:12,20 | Somlai Gábor                                                      | Újpesti Dózsa                                                     | 1966. 06. 26.                                                     | Budapest, Magyarország                                            | magyar bajnokság                                                  | a selejtezőben                                                    | [ 1 ] [ 28 ]                                                      |
| 1:11,00 | Lenkei Ferenc                                                     | BVSC                                                              | 1966. 06. 26.                                                     | Budapest, Magyarország                                            | magyar bajnokság                                                  | a döntőben                                                        | [ 1 ] [ 28 ]                                                      |
| 1:10,70 | Lenkei Ferenc                                                     | BVSC                                                              | 1966. 07. 24.                                                     | Budapest, Magyarország                                            | magyar bajnokság                                                  |                                                                   | [ 29 ] [ 30 ]                                                     |
| 1:09,10 | Szabó Sándor                                                      | Bp. Spartacus                                                     | 1968. 07. 13.                                                     | Budapest, Magyarország                                            | magyar-brit úszóviadal                                            |                                                                   | [ 29 ] [ 31 ]                                                     |
| 1:09,00 | Szabó Sándor                                                      | Bp. Spartacus                                                     | 1969. 08. 08.                                                     | Budapest, Magyarország                                            | magyar bajnokság                                                  |                                                                   | [ 29 ] [ 32 ]                                                     |
| 1:08,40 | Szabó Sándor                                                      | Bp. Spartacus                                                     | 1971. 08. 05.                                                     | Budapest, Magyarország                                            | magyar bajnokság                                                  |                                                                   | [ 29 ] [ 33 ]                                                     |
| 1:08,29 | Szabó Sándor                                                      | Bp. Spartacus                                                     | 1974. 07. 19.                                                     | Budapest, Magyarország                                            | magyar bajnokság                                                  |                                                                   | [ 34 ] [ 35 ]                                                     |
| 1:08,20 | Vermes Albán                                                      | Egri Dózsa                                                        | 1975. 08. 16.                                                     | Moszkva, Szovjetunió                                              | Európa-kupa                                                       |                                                                   | [ 36 ] [ 37 ]                                                     |
| 1:07,63 | Vermes Albán                                                      | Újpesti Dózsa                                                     | 1978. 03. 09.                                                     | Budapest, Magyarország                                            | Elektroimpex '78                                                  |                                                                   | [ 38 ] [ 39 ]                                                     |
| 1:07,46 | Vermes Albán                                                      | Újpesti Dózsa                                                     | 1978. 03. 09.                                                     | Budapest, Magyarország                                            | Elektroimpex '78                                                  |                                                                   | [ 38 ] [ 39 ]                                                     |
| 1:07,07 | Vermes Albán                                                      | Újpesti Dózsa                                                     | 1978. 04. 12.                                                     | Berlin, NDK                                                       | nemzetközi verseny                                                |                                                                   | [ 38 ] [ 40 ]                                                     |
| 1:07,05 | Vermes Albán                                                      | Újpesti Dózsa                                                     | 1978. 08. 20.                                                     | Nyugat-Berlin, NSZK                                               | világbajnokság                                                    | a selejtezőben                                                    | [ 38 ] [ 41 ]                                                     |
| 1:06,68 | Vermes Albán                                                      | Újpesti Dózsa                                                     | 1978. 12. 16.                                                     | Budapest, Magyarország                                            | nemzetközi verseny                                                |                                                                   | [ 38 ] [ 42 ]                                                     |
| 1:06,61 | Dzvonyár János                                                    | Bp. Spartacus                                                     | 1979. 03. 09.                                                     | Budapest, Magyarország                                            | Elektroimpex '79                                                  |                                                                   | [ 43 ] [ 44 ]                                                     |
| 1:06,48 | Vermes Albán                                                      | Újpesti Dózsa                                                     | 1979. 03. 18.                                                     | Hamburg, NSZK                                                     | nemzetközi verseny                                                |                                                                   | [ 43 ]                                                            |
| 1:05,86 | Vermes Albán                                                      | Újpesti Dózsa                                                     | 1979. 03. 18.                                                     | Hamburg, NSZK                                                     | nemzetközi verseny                                                |                                                                   | [ 43 ] [ 45 ]                                                     |
| 1:04,51 | Dzvonyár János                                                    | Bp. Spartacus                                                     | 1979. 04. 12.                                                     | Berlin, NDK                                                       |                                                                   |                                                                   | [ 43 ]                                                            |
| 1:04,17 | Dzvonyár János                                                    | Bp. Spartacus                                                     | 1979. 08. 11.                                                     | London, Egyesült Királyság                                        | Európa-kupa                                                       |                                                                   | [ 43 ] [ 46 ]                                                     |
| 1:04,06 | Dzvonyár János                                                    | Bp. Spartacus                                                     | 1980. 03. 14.                                                     | Budapest, Magyarország                                            | Elektroimpex '80                                                  |                                                                   | [ 47 ] [ 48 ]                                                     |
| 1:03,60 | Dzvonyár János                                                    | Bp. Spartacus                                                     | 1980. 04. 12.                                                     | Budapest, Magyarország                                            |                                                                   |                                                                   | [ 47 ] [ 49 ]                                                     |
| 1:03,22 | Güttler Károly                                                    | Újpesti Dózsa                                                     | 1987. 08. 17.                                                     | Strasbourg, Franciaország                                         | Európa-bajnokság                                                  | negyedik hely                                                     | [ 50 ] [ 51 ]                                                     |
| 1:02,70 | Güttler Károly                                                    | Újpesti Dózsa                                                     | 1987. 12. 20.                                                     | Orlando, USA                                                      | USA nyílt bajnokság                                               |                                                                   | [ 50 ] [ 52 ]                                                     |
| 1:02,59 | Güttler Károly                                                    | Újpesti Dózsa                                                     | 1988. 03. 31.                                                     | Budapest, Magyarország                                            | Elektroimpex '88                                                  |                                                                   | [ 53 ]                                                            |
| 1:02,05 | Güttler Károly                                                    | Újpesti Dózsa                                                     | 1988. 09. 19.                                                     | Szöul, Dél-Korea                                                  | olimpiai játékok                                                  | második hely                                                      | [ 53 ] [ 54 ]                                                     |
| 1:01,94 | Rózsa Norbert                                                     | Újpesti Dózsa                                                     | 1990. 12. 04.                                                     | Budapest, Magyarország                                            | magyar bajnokság                                                  |                                                                   | [ 55 ]                                                            |
| 1:01,49 | Rózsa Norbert                                                     | Újpesti Dózsa                                                     | 1991. 01. 07.                                                     | Perth, Ausztrália                                                 | világbajnokság                                                    | selejtező, világcsúcs                                             | [ 56 ]                                                            |
| 1:01,45 | Rózsa Norbert                                                     | Újpesti Dózsa                                                     | 1991. 01. 07.                                                     | Perth, Ausztrália                                                 | világbajnokság                                                    | döntő, világcsúcs                                                 | [ 56 ]                                                            |
| 1:01,29 | Rózsa Norbert                                                     | Bp. Rendészeti SE                                                 | 1991. 08. 20.                                                     | Athén, Görögország                                                | Európa-bajnokság                                                  | selejtező, világcsúcs                                             | [ 57 ]                                                            |
| 1:00,95 | Güttler Károly                                                    | Bp. Spartacus                                                     | 1993. 08. 03.                                                     | Sheffield, Egyesült Királyság                                     | Európa-bajnokság                                                  | selejtező, világcsúcs                                             | [ 58 ]                                                            |
| 1:00,26 | Gyurta Dániel                                                     | A Jövő SC                                                         | 2009. 07. 26.                                                     | Róma, Olaszország                                                 | világbajnokság                                                    | a selejtezőben                                                    | [ 59 ]                                                            |
| 1:00,23 | Gyurta Dániel                                                     | A Jövő SC                                                         | 2011. 07. 24.                                                     | Sanghaj, Kína                                                     | világbajnokság                                                    | az elődöntőben                                                    | [ 60 ]                                                            |
| 059,76 | Gyurta Dániel                                                     | A Jövő SC                                                         | 2012. 07. 19.                                                     | London, Egyesült Királyság                                        | olimpiai játékok                                                  | a selejtezőben                                                    | [ 61 ]                                                            |
| 059,74 | Gyurta Dániel                                                     | A Jövő SC                                                         | 2012. 07. 19.                                                     | London, Egyesült Királyság                                        | olimpiai játékok                                                  | az elődöntőben                                                    | [ 62 ]                                                            |
| 059,53 | Gyurta Dániel                                                     | A Jövő SC                                                         | 2012. 07. 19.                                                     | London, Egyesült Királyság                                        | olimpiai játékok                                                  | negyedik hely                                                     | [ 63 ]                                                            |

### Nők
| A női 100 méteres mellúszás magyar csúcsai (50 méteres medence) | A női 100 méteres mellúszás magyar csúcsai (50 méteres medence) | A női 100 méteres mellúszás magyar csúcsai (50 méteres medence) | A női 100 méteres mellúszás magyar csúcsai (50 méteres medence) | A női 100 méteres mellúszás magyar csúcsai (50 méteres medence) | A női 100 méteres mellúszás magyar csúcsai (50 méteres medence) | A női 100 méteres mellúszás magyar csúcsai (50 méteres medence) | A női 100 méteres mellúszás magyar csúcsai (50 méteres medence) |
| Idő | Név                                                             | Egyesület                                                       | Dátum                                                           | Helyszín                                                        | Esemény                                                         | Megjegyzés                                                      | Forrás                                                          |
| --- | --------------------------------------------------------------- | --------------------------------------------------------------- | --------------------------------------------------------------- | --------------------------------------------------------------- | --------------------------------------------------------------- | --------------------------------------------------------------- | --------------------------------------------------------------- |
| 1:35,00 | Molnár Ella                                                     | Bajai SE                                                        | 1923. 05. 15.                                                   | Baja, Magyarország                                              | Tisza-Maros kerület bajnokság                                   |                                                                 | [ 1 ] [ 64 ]                                                    |
| 1:33,60 | Molnár Ella                                                     | Bajai SE                                                        | 1923. 08. 15.                                                   | Budapest, Magyarország                                          | Az FTC versenye                                                 |                                                                 | [ 1 ] [ 65 ]                                                    |
| 1:33,40 | Molnár Ella                                                     | Bajai SE                                                        | 1925. 05. 23.                                                   | Budapest, Magyarország                                          | magyar-osztrák viadal                                           |                                                                 | [ 1 ] [ 66 ]                                                    |
| 1:32,80 | Szép Klára                                                      | III. kerület                                                    | 1932. 10. 08.                                                   | Budapest, Magyarország                                          |                                                                 | 33 méteres medence                                              | [ 1 ] [ 67 ]                                                    |
| 1:32,20 | Szigeti Warga Emőke                                             | BSE                                                             | 1937. 05. 22.                                                   | Budapest, Magyarország                                          | A MUE versenye                                                  | 33 méteres medence                                              | [ 1 ] [ 68 ]                                                    |
| 1:31,60 | Szigeti Warga Emőke                                             | BSE                                                             | 1937. 06. 12.                                                   | Budapest, Magyarország                                          | A MAFC versenye                                                 | 33 méteres medence                                              | [ 1 ] [ 69 ]                                                    |
| 1:29,40 | Szigeti Warga Emőke                                             | BSE                                                             | 1937. 08. 08.                                                   | Pestszenterzsébet, Magyarország                                 | Az ETC versenye                                                 |                                                                 | [ 1 ] [ 70 ]                                                    |
| 1:29,20 | Szigeti Warga Emőke                                             | BSE                                                             | 1937. 12. 19.                                                   | Budapest, Magyarország                                          |                                                                 |                                                                 | [ 1 ] [ 71 ]                                                    |
| 1:28,80 | Szigeti Warga Emőke                                             | Magyar AC                                                       | 1938. 12. 28.                                                   | Budapest, Magyarország                                          | A MUSZ versenye                                                 |                                                                 | [ 1 ] [ 72 ]                                                    |
| 1:27,80 | Székely Éva                                                     | FTC                                                             | 1941. 07. 03.                                                   | Budapest, Magyarország                                          | Az FTC versenye                                                 | 50 méteres medence                                              | [ 1 ] [ 73 ]                                                    |
| 1:27,00 | Székely Éva                                                     | Újpesti TE                                                      | 1945. 08. 26.                                                   | Budapest, Magyarország                                          | az FTC versenye                                                 | 50 méteres medence                                              | [ 1 ] [ 74 ]                                                    |
| 1:24,80 | Novák Éva                                                       | MMUE                                                            | 1946. 03. 28.                                                   | Budapest, Magyarország                                          | csúcskísérlet                                                   | 25 m, 200 m mell közben                                         | [ 1 ] [ 75 ]                                                    |
| 1:24,80 | Székely Éva                                                     | Újpesti TE                                                      | 1946. 08. 10.                                                   | Budapest, Magyarország                                          | Budapest-bajnokság                                              | 50 m, csúcsbeállítás                                            | [ 1 ] [ 76 ]                                                    |
| 1:24,60 | Székely Éva                                                     | Újpesti TE                                                      | 1946. 08. 20.                                                   | Budapest, Magyarország                                          | magyar bajnokság                                                |                                                                 | [ 77 ]                                                          |
| 1:23,40 | Novák Éva                                                       | MMUE                                                            | 1947. 05. 27.                                                   | Budapest, Magyarország                                          |                                                                 | 50 méteres medence                                              | [ 1 ] [ 78 ]                                                    |
| 1:22,20 | Székely Éva                                                     | Neményi                                                         | 1947. 07. 13.                                                   | Budapest, Magyarország                                          | Az FTC versenye                                                 | 50 méteres medence                                              | [ 1 ] [ 79 ]                                                    |
| 1:21,40 | Székely Éva                                                     | Neményi                                                         | 1947. 12. 28.                                                   | Ózd, Magyarország                                               |                                                                 | 25 m-es medence                                                 | [ 1 ] [ 80 ]                                                    |
| 1:20,80 | Novák Éva                                                       | FTC                                                             |                                                                 |                                                                 |                                                                 |                                                                 | [ 1 ]                                                           |
| 1:20,60 | Novák Éva                                                       | FTC                                                             | 1948. 06. 09.                                                   | Budapest, Magyarország                                          | A Diákszövetség versenye                                        | 50 m-es medence                                                 | [ 1 ] [ 81 ]                                                    |
| 1950-ig a mellúszóversenyeken szabályos volt a pillangó tempó is. Ekkor vezette be a Nemzetközi Úszószövetség a pillangóúszást külön versenyszámként. Ezután már csak a mellúszó tempóban elért eredményeket hitelesítik rekordként. |                                                                 |                                                                 |                                                                 |                                                                 |                                                                 |                                                                 |                                                                 |
| 1:19,60 | Novák Éva                                                       | Bp. Kinizsi                                                     | 1950. 10. 28.                                                   | Székesfehérvár, Magyarország                                    |                                                                 | 25 m-es medence                                                 | [ 1 ]                                                           |
| 1957. május 1-től csak az 50 méteres medencében elért eredményeket hitelesítik rekordként. |                                                                 |                                                                 |                                                                 |                                                                 |                                                                 |                                                                 |                                                                 |
| 1:23,00 | rekord szintidő                                                 | rekord szintidő                                                 | rekord szintidő                                                 | rekord szintidő                                                 | rekord szintidő                                                 | rekord szintidő                                                 |                                                                 |
| 1:22,70 | Killermann Klára                                                | FTC                                                             | 1959. 08. 30.                                                   | Budapest, Magyarország                                          | magyar bajnokság                                                |                                                                 | [ 1 ] [ 82 ]                                                    |
| 1:22,30 | Killermann Klára                                                | FTC                                                             | 1959. 09. 05.                                                   | Budapest, Magyarország                                          | magyar-NSZK viadal                                              | 200 m mell közben                                               | [ 1 ] [ 83 ]                                                    |
| 1:20,50 | Killermann Klára                                                | FTC                                                             | 1960. 07. 16.                                                   | Budapest, Magyarország                                          |                                                                 |                                                                 | [ 1 ] [ 84 ]                                                    |
| 1:20,10 | Kovács Edit                                                     | BVSC                                                            | 1967. 09. 16.                                                   | Budapest, Magyarország                                          | magyar bajnokság                                                |                                                                 | [ 29 ] [ 85 ]                                                   |
| 1:19,90 | Kovács Edit                                                     | BVSC                                                            | 1968. 07. 15.                                                   | Budapest, Magyarország                                          | A Bp. Építők versenye                                           |                                                                 | [ 29 ] [ 86 ]                                                   |
| 1:19,90 | Kovács Edit                                                     | BVSC                                                            | 1968. 07. 05.                                                   | Budapest, Magyarország                                          | nemzetközi verseny                                              | csúcsbeállítás                                                  | [ 29 ] [ 87 ]                                                   |
| 1:19,60 | Kovács Edit                                                     | BVSC                                                            | 1968. 07. 13.                                                   | Budapest, Magyarország                                          | magyar-brit viadal                                              |                                                                 | [ 29 ] [ 31 ]                                                   |
| 1:19,50 | Kovács Edit                                                     | BVSC                                                            | 1969. 08. 01.                                                   | Budapest, Magyarország                                          | magyar ifjúsági bajnokság                                       |                                                                 | [ 29 ] [ 88 ]                                                   |
| 1:19,00 | Kovács Edit                                                     | BVSC                                                            | 1969. 08. 08.                                                   | Budapest, Magyarország                                          | magyar bajnokság                                                |                                                                 | [ 29 ] [ 89 ]                                                   |
| 1:18,90 | Kovács Edit                                                     | BVSC                                                            | 1969. 08. 23.                                                   | Budapest, Magyarország                                          | Európa-kupa                                                     |                                                                 | [ 29 ] [ 90 ]                                                   |
| 1:18,80 | Máté Mária                                                      | BVSC                                                            | 1971. 07. 02.                                                   | Budapest, Magyarország                                          | Budapest-bajnokság                                              |                                                                 | [ 29 ] [ 91 ]                                                   |
| 1:18,50 | Máté Mária                                                      | BVSC                                                            | 1971. 07. 10.                                                   | Budapest, Magyarország                                          |                                                                 |                                                                 | [ 29 ] [ 92 ]                                                   |
| 1:18,40 | Máté Mária                                                      | BVSC                                                            | 1971. 07. 17.                                                   | Budapest, Magyarország                                          |                                                                 |                                                                 | [ 29 ] [ 93 ]                                                   |
| 1:17,60 | Kaczander Ágnes                                                 | Bp. Spartacus                                                   | 1972. 03. 26.                                                   | Kecskemét, Magyarország                                         | válogató verseny                                                |                                                                 | [ 29 ] [ 94 ]                                                   |
| 1:16,70 | Kaczander Ágnes                                                 | Bp. Spartacus                                                   | 1972. 04. 19.                                                   | Hannover, NSZK                                                  | hat nemzet versenye                                             |                                                                 | [ 29 ] [ 95 ]                                                   |
| 1:16,10 | Kaczander Ágnes                                                 | Bp. Spartacus                                                   | 1972. 08. 12.                                                   | Budapest, Magyarország                                          | magyar ifjúsági bajnokság                                       | versenyen kívül                                                 | [ 29 ] [ 96 ]                                                   |
| 1:15,82 | Kaczander Ágnes                                                 | Bp. Spartacus                                                   | 1974. 07. 12.                                                   | Budapest, Magyarország                                          | magyar junior bajnokság                                         | versenyen kívül                                                 | [ 34 ] [ 97 ]                                                   |
| 1:15,12 | Kaczander Ágnes                                                 | Bp. Spartacus                                                   | 1974. 08. 22.                                                   | Bécs, Ausztria                                                  | Európa-bajnokság                                                | selejtező                                                       | [ 34 ] [ 98 ]                                                   |
| 1:14,95 | Kaczander Ágnes                                                 | Bp. Spartacus                                                   | 1974. 08. 23.                                                   | Bécs, Ausztria                                                  | Európa-bajnokság                                                | harmadik hely                                                   | [ 34 ] [ 99 ]                                                   |
| 1:14,71 | Kindl Gabriella                                                 | Bp. Spartacus                                                   | 1979. 07. 13.                                                   | Budapest, Magyarország                                          | serdülő magyar bajnokság                                        |                                                                 | [ 43 ] [ 100 ]                                                  |
| 1:14,65 | Kindl Gabriella                                                 | Bp. Spartacus                                                   | 1979. 07. 26.                                                   | Budapest, Magyarország                                          | magyar bajnokság                                                | selejtező                                                       | [ 43 ] [ 101 ]                                                  |
| 1:14,31 | Kindl Gabriella                                                 | Bp. Spartacus                                                   | 1979. 07. 28.                                                   | Budapest, Magyarország                                          | magyar bajnokság                                                |                                                                 | [ 43 ] [ 102 ]                                                  |
| 1:13,52 | Kindl Gabriella                                                 | Bp. Spartacus                                                   | 1979. 08. 11.                                                   | Palma, Spanyolország                                            | Európa-kupa                                                     |                                                                 | [ 43 ] [ 46 ]                                                   |
| 1:13,15 | Kindl Gabriella                                                 | Bp. Spartacus                                                   | 1980. 06. 29.                                                   | Budapest, Magyarország                                          | magyar bajnokság                                                |                                                                 | [ 47 ] [ 103 ]                                                  |
| 1:12,82 | Csépe Gabriella                                                 | Gyöngyös                                                        | 1987. 12. 18.                                                   | Budapest, Magyarország                                          | ifjúsági magyar bajnokság                                       |                                                                 | [ 50 ] [ 104 ]                                                  |
| 1:11,80 | Csépe Gabriella                                                 | Gyöngyös                                                        | 1988. 04. 01.                                                   | Budapest, Magyarország                                          | Elektroimpex '88                                                |                                                                 | [ 53 ] [ 105 ]                                                  |
| 1:10,77 | Csépe Gabriella                                                 | Gyöngyös                                                        | 1988. 07. 28.                                                   | Amersfoort, Hollandia                                           | ifjúsági Európa-bajnokság                                       | első hely                                                       | [ 53 ] [ 106 ]                                                  |
| 1:10,54 | Csépe Gabriella                                                 | BVSC                                                            | 1991. 08. 23.                                                   | Athén, Görögország                                              | Európa-bajnokság                                                | negyedik hely                                                   | [ 107 ]                                                         |
| 1:10,19 | Csépe Gabriella                                                 | BVSC                                                            | 1992. 07. 29.                                                   | Barcelona, Spanyolország                                        | olimpiai játékok                                                | hatodik hely                                                    | [ 108 ]                                                         |
| 1:10,16 | Kovács Ágnes                                                    | Bp. Spartacus                                                   | 1996. 06. 16.                                                   | Budapest, Magyarország                                          | magyar bajnokság                                                |                                                                 | [ 109 ]                                                         |
| 1:09,05 | Kovács Ágnes                                                    | Bp. Spartacus                                                   | 1996. 07. 21.                                                   | Atlanta, USA                                                    | olimpiai játékok                                                | selejtező                                                       | [ 110 ]                                                         |
| 1:08,22 | Kovács Ágnes                                                    | Bp. Spartacus                                                   | 1997. 08. 22.                                                   | Sevilla, Spanyolország                                          | Európa-bajnokság                                                | selejtező                                                       | [ 111 ]                                                         |
| 1:08,08 | Kovács Ágnes                                                    | Bp. Spartacus                                                   | 1997. 08. 22.                                                   | Sevilla, Spanyolország                                          | Európa-bajnokság                                                | első hely                                                       | [ 111 ]                                                         |
| 1:07,92 | Kovács Ágnes                                                    | Bp. Spartacus                                                   | 2000. 05. 20.                                                   | Monte-Carlo, Monaco                                             |                                                                 |                                                                 | [ 112 ]                                                         |
| 1:07,79 | Kovács Ágnes                                                    | Bp. Spartacus                                                   | 2000. 09. 17.                                                   | Sydney, Ausztrália                                              | olimpiai játékok                                                | elődöntő, Európa-csúcs                                          | [ 113 ]                                                         |
| 1:07,50 | Fángli Henrietta                                                | Győri USE                                                       | 2024. 04. 09.                                                   | Budapest, Magyarország                                          | magyar bajnokság                                                |                                                                 | [ 114 ]                                                         |
| 1:07,08 | Fángli Henrietta                                                | Győri USE                                                       | 2024. 06. 21.                                                   | Róma, Olaszország                                               | Sette Colli                                                     |                                                                 | [ 115 ]                                                         |
| 1:06,93 | Fángli Henrietta                                                | Győri USE                                                       | 2024. 12. 21.                                                   | Győr, Magyarország                                              | Győr Open                                                       |                                                                 | [ 116 ]                                                         |
| 1:06,87 | Fángli Henrietta                                                | Győri USE                                                       | 2025. 04. 09.                                                   | Kaposvár, Magyarország                                          | magyar bajnokság                                                |                                                                 | [ 117 ]                                                         |

## 25 méteres medence

### Férfiak
| A férfi 100 méteres mellúszás magyar csúcsai (25 méteres medence) | A férfi 100 méteres mellúszás magyar csúcsai (25 méteres medence) | A férfi 100 méteres mellúszás magyar csúcsai (25 méteres medence) | A férfi 100 méteres mellúszás magyar csúcsai (25 méteres medence) | A férfi 100 méteres mellúszás magyar csúcsai (25 méteres medence) | A férfi 100 méteres mellúszás magyar csúcsai (25 méteres medence) | A férfi 100 méteres mellúszás magyar csúcsai (25 méteres medence) | A férfi 100 méteres mellúszás magyar csúcsai (25 méteres medence) |
| Idő                                                               | Név                                                               | Egyesület                                                         | Dátum                                                             | Helyszín                                                          | Esemény                                                           | Megjegyzés                                                        | Forrás                                                            |
| ----------------------------------------------------------------- | ----------------------------------------------------------------- | ----------------------------------------------------------------- | ----------------------------------------------------------------- | ----------------------------------------------------------------- | ----------------------------------------------------------------- | ----------------------------------------------------------------- | ----------------------------------------------------------------- |
| 059,88                                                            | Rózsa Norbert                                                     | Sport+ SE                                                         |                                                                   | , Ausztrália                                                      |                                                                   |                                                                   | [ 118 ]                                                           |
| 059,78                                                            | Bodor Richárd                                                     | USK-TÁSI                                                          | 2006. 12. 07.                                                     | Helsinki, Finnország                                              | Európa-bajnokság                                                  | az elődöntőben                                                    | [ 119 ]                                                           |
| 058,99                                                            | Gyurta Dániel                                                     | A Jövő SC                                                         | 2008. 11. 23.                                                     | Zágráb, Horvátország                                              | nemzetközi verseny                                                |                                                                   | [ 120 ]                                                           |
| 058,93                                                            | Gyurta Dániel                                                     | A Jövő SC                                                         | 2009. 11. 14.                                                     | Százhalombatta, Magyarország                                      | magyar bajnokság                                                  |                                                                   | [ 121 ]                                                           |
| 057,39                                                            | Gyurta Dániel                                                     | A Jövő SC                                                         | 2009. 11. 14.                                                     | Százhalombatta, Magyarország                                      | magyar bajnokság                                                  |                                                                   | [ 122 ]                                                           |
| 056,89                                                            | Gyurta Dániel                                                     | A Jövő SC                                                         | 2009. 12. 10.                                                     | Isztambul, Törökország                                            | Európa-bajnokság                                                  | Európa-csúcs                                                      | [ 123 ]                                                           |
| 056,79                                                            | Gyurta Dániel                                                     | A Jövő SC                                                         | 2009. 12. 10.                                                     | Isztambul, Törökország                                            | Európa-bajnokság                                                  | Európa-csúcs                                                      | [ 124 ]                                                           |
| 056,72                                                            | Gyurta Dániel                                                     | A Jövő SC                                                         | 2009. 12. 11.                                                     | Isztambul, Törökország                                            | Európa-bajnokság                                                  | második hely                                                      | [ 125 ]                                                           |

### Nők
| A női 100 méteres mellúszás magyar csúcsai (25 méteres medence) | A női 100 méteres mellúszás magyar csúcsai (25 méteres medence) | A női 100 méteres mellúszás magyar csúcsai (25 méteres medence) | A női 100 méteres mellúszás magyar csúcsai (25 méteres medence) | A női 100 méteres mellúszás magyar csúcsai (25 méteres medence) | A női 100 méteres mellúszás magyar csúcsai (25 méteres medence) | A női 100 méteres mellúszás magyar csúcsai (25 méteres medence) | A női 100 méteres mellúszás magyar csúcsai (25 méteres medence) |
| Idő                                                             | Név                                                             | Egyesület                                                       | Dátum                                                           | Helyszín                                                        | Esemény                                                         | Megjegyzés                                                      | Forrás                                                          |
| --------------------------------------------------------------- | --------------------------------------------------------------- | --------------------------------------------------------------- | --------------------------------------------------------------- | --------------------------------------------------------------- | --------------------------------------------------------------- | --------------------------------------------------------------- | --------------------------------------------------------------- |
| 1:07,06                                                         | Kovács Ágnes                                                    | Bp. Spartacus                                                   | 1999. 03. 03.                                                   | Imperia, Olaszország                                            | világkupa                                                       |                                                                 | [ 126 ]                                                         |
| 1:05,60                                                         | Hosszú Katinka                                                  | Vasas                                                           | 2014. 12. 30.                                                   | Réunion, Franciaország                                          | Meeting de l'Océan Indien                                       |                                                                 | [ 127 ]                                                         |
| 1:05,09                                                         | Fángli Henrietta                                                | Győri USE                                                       | 2024. 12. 11.                                                   | Budapest, Magyarország                                          | rövid pályás vb                                                 | selejtező                                                       | [ 128 ]                                                         |